# Xanthi (departement)
Xanthi (Grieks: Ξάνθη, Xánthi) was een Grieks departement (nomos) in de bestuurlijke regio Oost-Macedonië en Thracië en de historische regio Thracië. De hoofdstad is de gelijknamige stad. Het departement had 101.856 inwoners (2001).
In Xanthi vormt de moslimminderheid van Griekenland volgens de volkstelling van 1991 41,19% van de bevolking. De meerderheid van hen spreekt Turks.

## Geografie
De rivier de Nestos stroomt in het uiterste westen van het departement. In het zuidoosten liggen de Thracische Zee en het Vistonidameer.

## Plaatsen[3]
Door de bestuurlijke herindeling (Programma Kallikrates) werden de departementen afgeschaft vanaf 2011. Het departement “Xanthi” werd een regionale eenheid (perifereiaki enotita). Er werden eveneens gemeentelijke herindelingen doorgevoerd, in de tabel hieronder “GEMEENTE” genoemd.
| Plaats        | Hoofdplaats (vroeger) | Postcode | GEMEENTE | Hoofdplaats van de gemeente |
| ------------- | --------------------- | -------- | -------- | --------------------------- |
| Avdira/Abdera |                       | 670 61   | Avdira   | Genissea                    |
| Kotyli        |                       | 673 00   | Myki     | Sminthy                     |
| Myki          |                       | 671 00   | Myki     | Sminthy                     |
| Satres        |                       | 673 00   | Myki     | Sminthy                     |
| Selero        |                       | 671 00   | Avdira   | Genissea                    |
| Stavroupoli   |                       | 670 52   | Xanthi   | Xanthi                      |
| Thermes       |                       | 673 00   | Myki     | Sminthy                     |
| Topeiros      | Evlalo                | 672 00   | Topeiros | Evlalo                      |
| Vistonida     | Genisea               | 670 64   | Avdira   | Genissea                    |
| Xanthi        |                       | 671 00   | Xanthi   | Xhanthi                     |